# Sankt Nicholas örlogskatedral
Sankt Nicholas örlogskatedral (lettiska: Sv. Nikolaja Jūras katedrāle; ryska: Свято-Николаевский морской собор) är en rysk-ortodox katedral belägen i Karosta, norr om Liepāja i Lettland.

## Historia
Sankt Nicholas örlogskatedral började byggas 1900 och stod färdig 1903. Grunden till byggnaden lades av tsar Nikolaj II.
Katedralen invigdes den 9 september 1903 och vid invigningen närvarade tsar Nikolaj II tillsammans med hans familj.
När Nazityskland invaderade Lettland under andra världskriget stals många av katedralens ursprungliga inventarier.
Under sovjettiden användes katedralen som en biograf och sporthall. När Lettland blev självständigt 1991 restaurerades katedralen och blev en del av den lettisk-ortodoxa kyrkan.

## Katedralen
Katedralens fresker skapades av konstnären V. Frolov.
Katedralens höjd är lite mer än 50 meter.

## Bilder

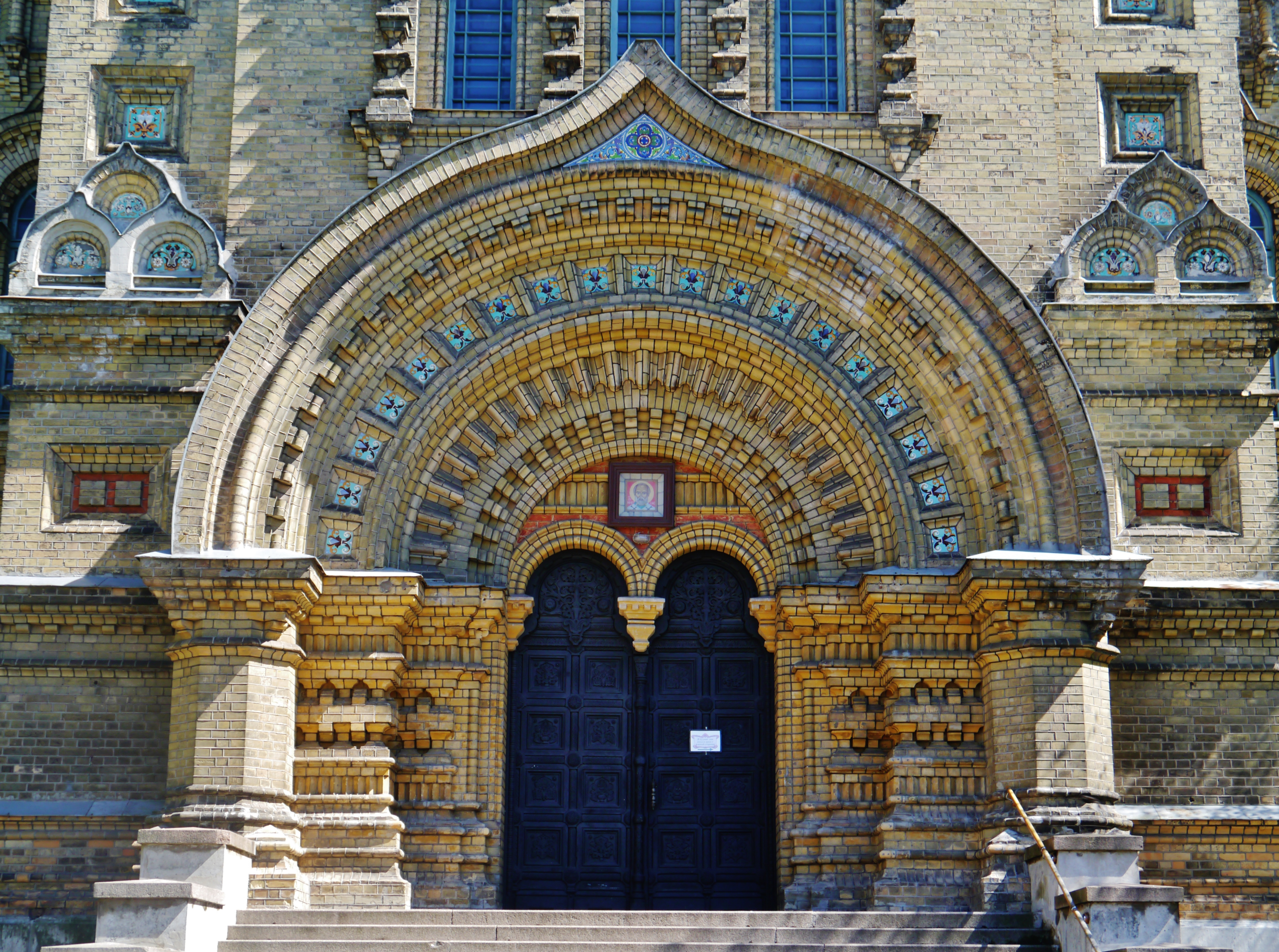
Portalen.
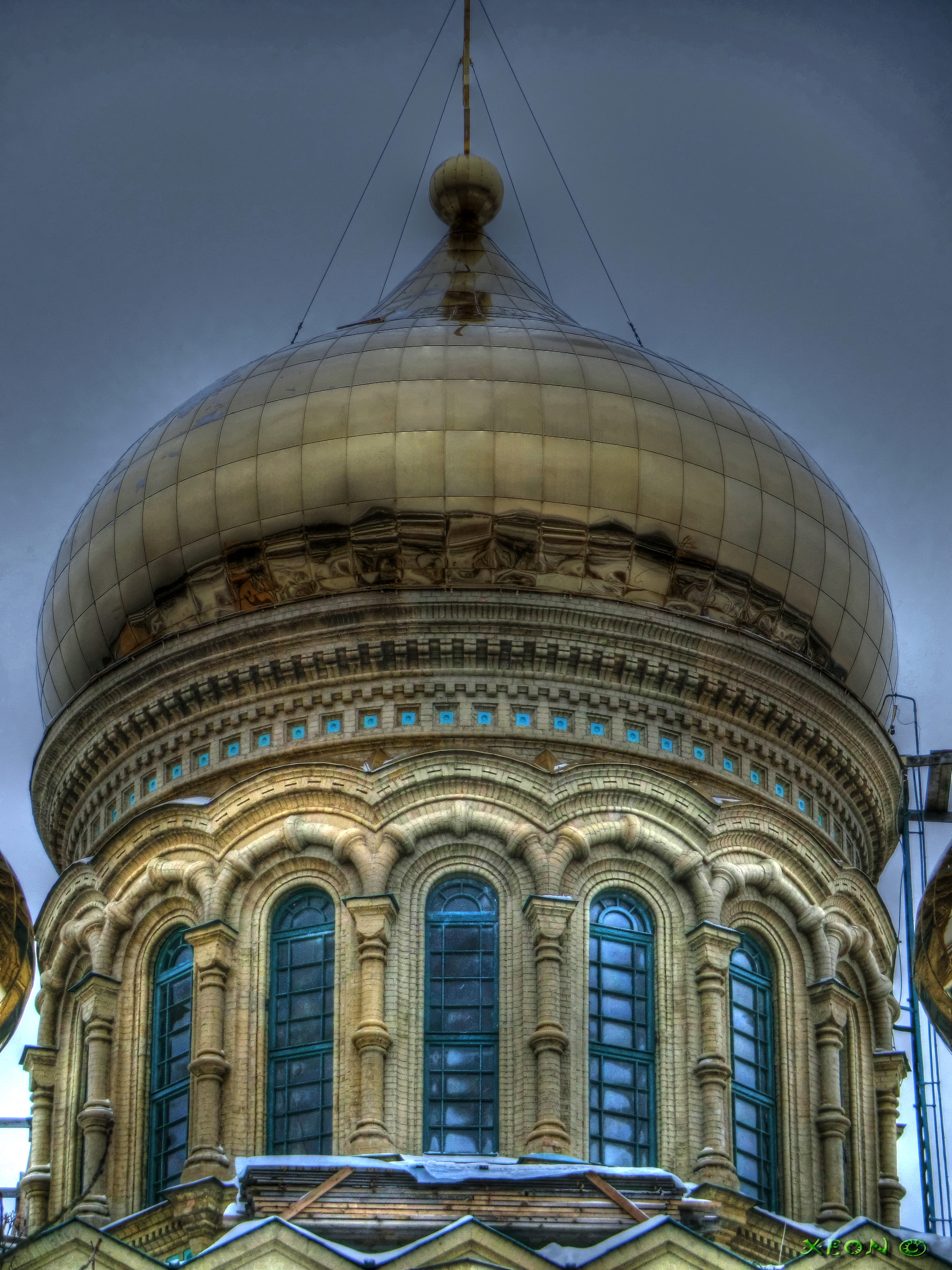
Centrala kupolen.
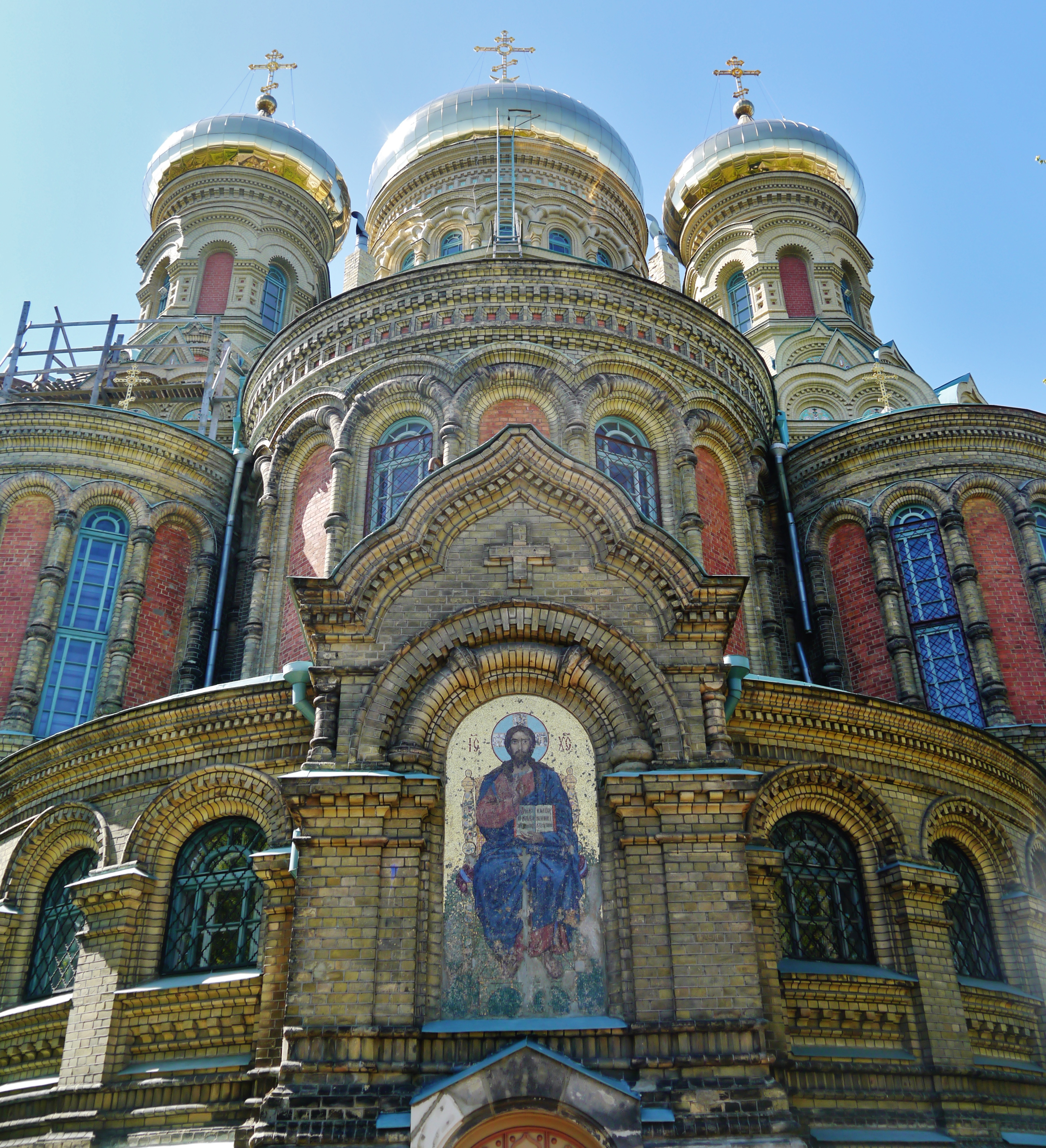
Absiden.